# Morge (dopływ Allier)
Morge – rzeka we Francji o długości 60,7 kilometrów, lewy dopływ Allier. Rzeka ma swoje źródło niedaleko jeziora Étang de Lachamp w gminie Manzat. Przepływa przez region Owernia, w tym przez tereny Regionalnego Parku Przyrody Wulkanów Owernii.
Łączna powierzchnia dorzecza wynosi 713 km².